# Jörg Buttgereit

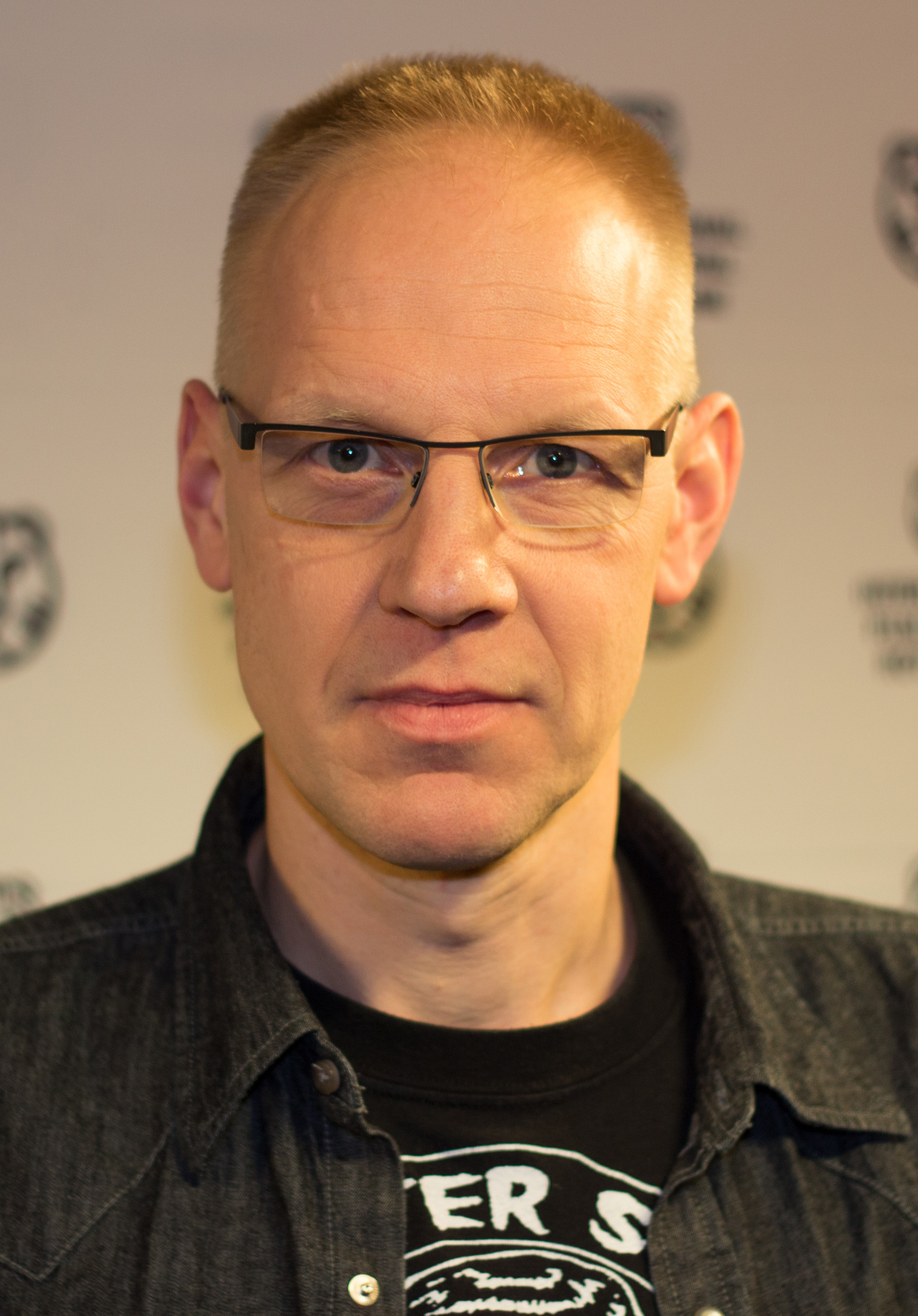
Jörg Buttgereit, 2015

Jörg Buttgereit (* 20. Dezember 1963 in Berlin) ist ein deutscher Autor, Film-, Hörspiel- und Theater-Regisseur sowie Filmkritiker.

## Leben
Buttgereit ist durch seine Filme Nekromantik und Schramm im deutschen Horrorfilm- und Splattergenre bekannt geworden. Diese Filme sind auch in Japan, Großbritannien und in den USA erschienen. Als Regisseur war er für Langfilme tätig, die man dem Horrorfilm und dem Kunstfilm zurechnen kann. In den frühen 1980er Jahren führte er in der Künstlerkneipe Risiko in seiner Heimatstadt Berlin, in der Blixa Bargeld hinter dem Tresen arbeitete und die nicht mehr existiert, erste selbstgedrehte Kurzfilme auf seinem mitgebrachten Super-8-Projektor vor. Im Risiko feierte Buttgereit 1981 die Uraufführung seines Kurzfilms „Blutige Exzesse im Führerbunker“. Außerdem zeigte Buttgereit sein filmisches Frühwerk im Punk-Rock-Musikclub SO36.
Er ist als Filmkritiker für die epd Film, das Filmmagazin ray, das Berliner Stadtmagazin tip, Splatting Image, die Filmzeitschrift deadline und das Online-Jugendmagazin fluter – Magazin der Bundeszentrale für politische Bildung tätig. Außerdem produzierte er Hörspiele für den öffentlich-rechtlichen Rundfunk.
Im Mai 2005 inszenierte er das Ramones-Musical Gabba Gabba Hey im Berliner Columbiaclub. 2006 gab er ein Buch über das japanische „Riesen-Monster-Kino“ heraus, in dem sich Autoren mit Godzilla und ähnlichen Monstern auseinandersetzen. „Godzilla“ ist eines von Buttgereits Lieblingsthemen, mit dem er sich bereits in zwei Hörfunk-Arbeiten, einem Dokumentarfilm und zwei Büchern beschäftigt hat.
Im November 2007 hatte das Theaterstück Captain Berlin vs. Hitler Premiere im Hebbel-Theater „(HAU1)“ in Berlin. Das Stück basiert auf Buttgereits eigenem Hörspiel Captain Berlin vs. Dracula, das 2006 für den Westdeutschen Rundfunk entstand. Buttgereit bearbeitete und inszenierte das Stück für die Bühne und hatte einen Auftritt als aus Leichenteilen deutscher Soldaten zusammengeflicktes Monster Germanikus. Die Figur des deutschen Superhelden Captain Berlin wurde von Buttgereit 1982 für einen Kurzfilm erdacht. Seit 2013 erscheint im Weissblech Verlag die Comicserie Captain Berlin, für die Buttgereit als Autor und Redakteur verantwortlich zeichnet.
Von März 2009 bis März 2010 inszenierte Buttgereit im Hebbel-Theater eine fünfteilige Reihe Buttgereits Filmlektionen unter dem Titel RoughCuts, in der er zu verschiedenen Filmgenres Vorträge, Performances und Filmgespräche auf die Bühne brachte.
Im Film Making of Süße Stuten 7 – Die Porno-Comedy (2009) spielt Buttgereit die Rolle eines Porno-Regisseurs.
2011 inszenierte Buttgereit im Studio des Schauspiel Dortmund eine Bühnenfassung seiner Hörspiele Sexmonster und Green Frankenstein. 2012 folgte die Inszenierung einer Bühnenfassung seines Hörspiels Ed Gein Superstar unter dem Titel Kannibale und Liebe im Studio des Schauspiel Dortmund. Im Jahr darauf inszenierte Buttgereit im Studio des Schauspiel Dortmund eine Bühnenfassung von Bernard Pomerances Broadwaystück The Elephant Man, die den Fall des Joseph Merrick thematisierte. 2014 inszenierte er sein Theaterstück Nosferatu lebt! und 2015 Besessen erneut im Studio des Schauspiel Dortmund.
2015 wurde der Episodenfilm German Angst fertiggestellt, für den Buttgereit eine Episode realisierte. Die anderen beteiligten Regisseure waren Michal Kosakowski und Andreas Marschall.
In seiner Jugend machte Jörg Buttgereit 1980 eine Ausbildung zum Schauwerbegestalter im Kaufhaus Wertheim in Berlin. In der Berufsschule lernte er Dirk Felsenheimer kennen, der ebenfalls eine Berufsausbildung zum Schauwerbegestalter bei einem Herrenausstatter machte und später unter dem Pseudonym Bela B Schlagzeuger der Punk-Rock-Band Die Ärzte wurde. Felsenheimer trug damals einen Aufnäher mit dem Konterfei des Frankenstein-Schauspielers Boris Karloff auf seiner Kleidung, der Buttgereits Aufmerksamkeit erregte, weshalb er Felsenheimer auf den Aufnäher in der Schule ansprach. Über ihre gemeinsame Vorliebe für die Rockband Kiss wurden die beiden schließlich Freunde. 1982 wirkte Dirk Felsenheimer in Jörg Buttgereits Kurzfilm Captain Berlin – Retter der Welt mit, in diesem Film trägt Dirk „Bela B.“ Felsenheimer eine Hulk-Maske. Darüber hinaus spielt Bela B in den Buttgereit-Kurzfilmen Manne – the Muwi von 1981, in dem Bela B den Vater von Buttgereit verkörpert, und Der Gollob, in dem Felsenheimer einen Wissenschaftler darstellt, von 1983 mit. In den 1980er Jahren arbeitete Jörg Buttgereit als Roadie für die Berliner Konzertagentur Loft Concerts GmbH, die Konzerte von Bands wie den Ramones, Beastie Boys und Einstürzende Neubauten veranstaltete.
In Bezug auf sein Kunstverständnis und seine Arbeit als Filmkritiker erklärte Jörg Buttgereit im Podcast „Der Soundtrack meines Lebens“ des Musikmagazins Visions im Juli 2022: „Ich bin ein großer Verfechter der Trivialkultur. Ich schreibe lieber Sachen über Filmemacher wie Ed Wood oder Doris Wishman, die Sexploitation-Queen, als über Godard. Ich bin doch eher Fachmann für das Grobe. Dieses Kunstlabel musste ich damals mir auf die Stirn schreiben, weil meine Filme verboten waren und die nur wiederveröffentlicht werden konnten, wenn sie per Gericht zur Kunst erklärt werden, völlig bizarr.“

## Filmografie (Regie)
- 1977: Interview with Frankenstein (3 min.)
- 1980: Der explodierende Turnschuh (2 min.)
- 1981: Manne – the Muwi (10 min.), Mein Papi (Originalfassung) (8 min.), Ogar der Häßliche (6 Min), "The Muschibärs Live at Gleisdreieck" (6 Min.)
- 1982: Der Trend – Punkrocker erzählen aus ihrem Leben (25 min.), Captain Berlin – Retter der Welt (15 min.), Blutige Exzesse im Führerbunker (6 min.)
- 1983: Der Gollob (25 min.), ohne Titel (45 s, Kurzfilmbeitrag Nr. 12 in Über Nacht berühmt, Prod. Stiletto, Unternehmen von der Hand in den Mund)[6]
- 1984: J.B.’ns Horror Heaven (25 min.)
- 1984: So war das S.O. 36 – Ein Abend der Nostalgie (Co-Regisseur mit Manfred Jelinski) (90 min.)
- 1985: Hot Love (30 min.), Episode in Jesus – Der Film (Kreuzigung) (3 min.)
- 1988: Nekromantik (68 min.)
- 1990: Der Todesking (74 min.)
- 1991: Nekromantik 2 (104 min.)
- 1992: Corpse Fucking Art (60 min.)
- 1993: Schramm (70 min.), The Making of Schramm (30 min.)
- 1995: I can’t let go (Musik-Video für Shock Therapy), Ohne Traurigkeit (Musik-Clip für Fleischmann)[1]
- 1996: Neue Zeit (für die Band Mutter), Kondom des Grauens (Special Effects Supervisor)
- 1997: Rise up (Musik-Clip für Die Krupps), Ein subversiver Romantiker im deutschen Horrorfilm (TV-Dokumentation von Alexander Kluge, dctp), Die gläsernen Sarkophage (TV-Dokumentation für dctp)
- 1998: Teenagemakeup (Musik-Video für Dance or Die), Lexx – The Dark Zone (Episoden Nook und 791)
- 2001: Missy Queen’s gonna die (Musik-Clip für Toktok)
- 2002: Die Monsterinsel (Dokumentation für WDR)
- 2004: Die Reise ins Glück (Special Effects Supervisor)
- 2006: Suche Kontakt (Musik-Video der Band Cockbirds, Buch und Regie, Download-Möglichkeit auf der Website (Memento vom 14. Dezember 2007 im Internet Archive) der Band)
- 2007: Durch die Nacht mit, Gäste: Michaela Schaffrath und Mark Benecke (Regie, ZDF/ARTE)
- 2007: Durch die Nacht mit Asia Argento und Joe Coleman (Regie, ZDF/Arte)
- 2008: Monsterland (Regie, Dokumentation ZDF/Arte)
- 2009: Captain Berlin Versus Hitler (Theaterverfilmung)
- 2010: Durch die Nacht mit Oda Jaune und Lars Eidinger (Regie, ZDF/Arte)
- 2011: Shaolin Affen (Musikvideo für Klaus Beyer & Osaka Popstar)
- 2011: Making of Süße Stuten 8 (Darsteller des Porno-Regisseurs)
- 2011: Video Nasty (Theaterverfilmung)
- 2011: Dracula jagt Frankenstein (Vorwort (13 Min.) zur DVD von Filmart)
- 2012: Die Frau in der Musik (Musikvideo für Stereo Total)
- 2012: Ein Moment der Stille am Grab von Ed Gein (Kurzfilm, 2 Min.)
- 2013: Green Frankenstein (Theaterverfilmung)
- 2013: Sexmonster! (Theaterverfilmung)
- 2013: Lemmy I’m a Feminist (Musikvideo für Half Girl)
- 2015: German Angst (Episodenfilm, Buch und Regie der Episode Final Girl)
- 2015: Der Mann der Godzilla fliegen ließ (Kurzfilm, 11 Min.)
- 2020: Schweinchen – Ein Dekompositionsfilm mit Mark Benecke

## Filmografie (Darsteller)
- 1994: Das andere Universum des Klaus Beyer, Regie: Frank Behnke
- 2000: Fear, Panic & Censorship, Regie: David Kenny
- 2004: Celluloid Horror, Regie: Ashley Fester
- 2005: Wir waren niemals hier, Regie: Antonia Ganz
- 2006: The Meltdown Memoirs, Regie: Roy Frumkes
- 2006: Durch die Nacht mit: Bruce LaBruce und Jörg Buttgereit, Regie: Hasko Baumann, arte
- 2007: Inside the Mind of a Splatter Director, Regie: Reinert Kiil
- 2007: Kill the Artist, Regie: Andreas Troeger
- 2009: Making of Süße Stuten 7 – Die Porno-Comedy, Regie: Daniel Hyan
- 2010: Erdbeerfelder für immer, Regie: Holger Hahn, Inga Kaiser & Sandra Röseler
- 2011: Making of 'Süße Stuten 8, Regie: Daniel Hyan
- 2014: Morbid Fascination: The Nekromantik Legacy, Regie: Ewan Cant
- 2014: In Conversation with the Death King, Regie: Ewan Cant
- 2015: B-Movie: Lust & Sound in West-Berlin 1979–1989, Regie: Jörg A. Hoppe, Heiko Lange & Klaus Maeck
- 2015: Cinema Perverso – Die wunderbare und kaputte Welt des Bahnhofskinos, Regie: Oliver Schwehm
- 2015: ABCs of Superheroes, Regie: Oliver Tietgen und Jens Holzheuer
- 2017: VideoHunterS, Regie: Daniel Hyan
- 2017: Das VHS Imperium – Als das Kino nach Hause kam, Regie: Dimitri Kourtchine
- 2017: VHS Lives: A Schlockumentary, Regie: Tony Newton
- 2025: Sterben ohne Gott, Regie: Moritz Terwesten

## Hörspiele / Radio-Features
- Sexy Sushi (WDR 2001)
- Ed Gein Superstar (WDR 2002)
- Frankenstein in Hiroshima (WDR 2002)
- Bruce Lee – der kleine Drache (WDR 2003)[7]
- Interview mit einem Monster (Deutschlandradio 2004)
- Horror Entertainment (WDR 2004)
- Video Nasty (WDR 2005)
- Captain Berlin vs. Dracula (WDR 2006)
- Sexplosion in Shinjuku (WDR 2007)
- Sexmonster (WDR 2009)
- Green Frankenstein (WDR 2011)[8]
- Die Bestie von Fukushima (WDR 2012)[9]
- Das Märchen vom unglaublichen Super-Kim aus Pjöngjang (WDR 2014)[10]
- Fungus – Pilz des Grauens (WDR 2016, mit Bodo Traber)[11]
- Summer of Hate (WDR 2018)
- Satan was a Lady (WDR 2019)[12]
- Captain Berlin und die wirklich wahre Geschichte vom Mauerfall (WDR 2020)

## Theater
- Gabba Gabba Hey! Das Ramones Musical, Deutsche Version des Australischen Musicals (2005, Columbiahalle)
- Captain Berlin vs. Hitler, Hörspielumsetzung für die Bühne (2007, Hebbel-Theater)
- Green Frankenstein und Sexmonster, Umsetzung der beiden gleichnamigen Hörspiele für die Bühne (2011, Theater Dortmund)[13]
- Kannibale und Liebe. Eine True Crime-Tragödie, Uraufführung am 21. Oktober 2012 im Theater Dortmund (Studio)[14]
- Der Elefantenmensch, Uraufführung am 29. November 2013 im Theater Dortmund (Studio)
- Nosferatu lebt!, Uraufführung am 29. November 2014 im Theater Dortmund
- Besessen, Uraufführung am 23. Oktober 2015 im Theater Dortmund
- Die lebenden Toten oder: Monsters of Reality, Premiere am 4. März 2017 im Schauspiel Essen
- Jörg Buttgereit`s Nackt und Zerfleischt, Gesprächsreihe im Theater Dortmund. Uraufführung am 13. Januar 2018
- Im Studio hört Dich niemand schreien, Uraufführung am 16. September 2018 im Theater Dortmund
- Nackt & Mutiert, Gesprächsreihe mit Jörg Buttgereit und Christian Fuchs im Volkstheater Wien. Uraufführung im September 2021.

## Bibliografie
- 1998: Sex Murder Art – The Films of Jörg Buttgereit (Autor: David Kerekes)
- 1998: Monster aus Japan greifen an. Godzilla, Gamera und Co
- 2000: „It’s only a movie“. In: Heide Baumann und Clemens Schwender (Hrsg.): Kursbuch Neue Medien. Ein Reality-Check. Deutsche Verlags-Anstalt, Stuttgart, München, S. 198–204
- 2001: Nightmares in Plastic (Co-Autoren: Thomas Ecke, und Rainer F. Engel)
- 2004: Alternative Europe – Eurotrash and Exploitation Cinema (Autoren: Ernest Mathijs und Xavier Mendik)
- 2006: Japan – Die Monsterinsel. Godzilla, Gamera, Frankenstein und Co.
- 2007: Nekromantik (Herausgeber)
- 2013: Captain Berlin #1 (Comic, Autor)
- 2014: Captain Berlin 2: Hitlers Homunkulus greift an! (Comic, Autor)
- 2015: B-Movie: Lust & Sound in West-Berlin 1979–1989, Dokumentation mit Mark Reeder, Regie von Jörg A. Hoppe, Klaus Maeck, Heiko Lange und Alexander von Sturmfeder, 92 min
- 2015: Captain Berlin 3: Showdown in London (Comic, Autor)
- 2015: Captain Berlin 4: Das Geheimnis des Otto Todt (Comic, Autor)
- 2015: Besonders Wertlos – Filmtexte (Autor)
- 2016: Captain Berlin 5: Captain Berlin in Nordkorea (Comic, Autor)
- 2016: Nekromantik Comic Magazin # 1 (Autor, Redakteur)[15]
- 2016: Captain Berlin 6: Genosse Berlin greift an (Comic, Autor)
- 2017: Captain Berlin 7: Captain Berlin gegen den horriblen VHS-Mann (Comic, Autor)
- 2017: Captain Berlin Supersammelband #1 (Comic, Autor)
- 2018: Captain Berlin 8: Das Bilderheft des Todes (Comic, Autor)
- 2019: Captain Berlin 9: Angriff der 50 Meter Ilse (Comic, Autor)
- 2019: Captain Berlin Sonderausgabe: Gratis Comic Tag / CB gegen die grüne Ausgeburt der Hölle
- 2020: Captain Berlin 10: Space-Hitler! (Comic, Autor)
- 2020: Captain Berlin 11: Captain Berlin gegen Captain Bootleg (Comic, Autor)
- 2021: Captain Berlin Supersammelband #2 (Comic, Autor)
- 2021: Japan – Die Monsterinsel, Erweiterte Neuauflage 2021 (Autor)
- 2022: Captain Berlin 12: Captain Berlin hinter Gittern (Comic, Autor)
- 2023: Captain Berlin 13: Mauerfall durch Beatkrawall (Comic, Autor)
- 2023: Nicht Jugendfrei! Tagebuch aus West-Berlin (Autor)
- 2024: Captain Berlin 14: Auferstanden aus Ruinen (Comic, Autor)
- 2024: Captain Berlin 15: Das Phantom der Nacht (Comic, Autor)